# مركز الثعلب القطبي الشمالي
مركز فوكس القطب الشمالي (بالآيسلندية: Melrakkasetur [ˈmɛlˌrahkaˌsɛːtʏr̥]) هو مركز أبحاث مع معرض مغلق ومقهى في بلدية سودافيك في ويستفيوردز في أيسلندا، يركز هذا المركز على الثعلب القطبي الشمالي (ثعالب لاجوبوس) ويُعد من الثدييات الأرضية الوحيدة في أيسلندا. تأسس المركز في عام 2007 من قبل السكان المحليين المهتمين بثعلب القطب الشمالي وله تركيز قوي على السياحة البيئية، إن المركز شريك غير ربحي بنسبة 1٪ للكوكب وعضوفي الشمال البري

## المنزل
يقع المنزل في الجزء الجديد من سودافيك على أرض مزرعة إيراردالور السابقة، تم بناؤه في العقد الأخير من القرن التاسع عشر وتم تجديده مؤخرًا من قبل سلطات سودافيك.

## التاريخ
تم افتتاح المركز في عام 2010 من قبل بال هيرستاينسون و إستر روت أونستينسدوتير MSc وهم خبراء الثعالب في القطب الشمالي بالإضافة إلى الأستاذ والتلميذ، بدأ   بالو استر روتفي الأصل دراسة ثعلب القطب الشمالي معًا في محمية هورنستراندير  الطبيعية في عام 1998، تُعد واحدة من المناطق القليلة في أيسلندا حيث ثعلب القطب الشمالي محمي من الصيد ويحرص هذا المكان على تأمين الدراسة المستمرة للثعلب وتثقيف الناس بشأن حقائق الثعلب في القطب الشمالي الذي له في أيسلندا صورة وسمعة مشوهة. من هذه الحاجة نمت فكرة إنشاء مركز ثعلب القطب الشمالي وهو مقصد لجمع وعرض المعلومات عن ثعالب القطب الشمالي بالإضافة إلى إنشاء أساس للبحث الذي بدأوه في عام 1998.
بدأ الباحثون في استقبال المؤيدين والداعمين بعد تقديم الفكرة إلى حفل استقبال مختلط في مؤتمر سياحي في مدينة إيسافجورور  في عام 2005 وبحلول عام 2007 تم إنشاء مركز  الثعلب في القطب الشمالي رسميًا كمنظمة غير ربحية تضم 42 مساهمًا. تبرعت بلدية سودافيكورهربور بالمنزل الأقدم في مدينة سودافيك للمشروع ومولت الترميم الكامل للمبنى. خلال هذا الوقت جمع بال وايستر روت  الأموال وجمع مواد الثعلب في القطب الشمالي والمعرفة للمعارض بالإضافة إلى مواصلة أبحاثهم، في العاشر من يونيو 2010 تم افتتاح مركز فوكس القطب الشمالي رسميًا ولكن توفي بال في عام 2011. يحتفظ مركز فوكس القطب الشمالي بمعرض للمعلومات والعروض ومقاطع الفيديو لعمله ومن خلال إنشاء صندوق بال هيرستاينسون الذي يستخدمه مركز فوكس القطب الشمالي لدعم أبحاث الثعالب في القطب الشمالي في أيسلندا.

## المعرض
يتكون المتحف من جزأين، حيث يتناول الجزء الأول علم الأحياء والتاريخ الطبيعي لثعلب القطب الشمالي بما في ذلك التوزيع وعلم الوراثة والنظام الغذائي والتفاصيل حول سلوكهم والفرق بين ثعالب القطب الشمالي المتحولة «البيضاء» و«الزرقاء»، يكون التحول الأزرق الأقل شهرة مهمًا بشكل خاص للمنطقة، يتناول الثاني التاريخ الاجتماعي لأيسلندا فيما يتعلق بثعالب القطب الشمالي وهو تاريخ معقد يعود إلى أكثر من 1000 عام، يستكشف هذا الجزء من المعرض تقاليد أيسلندا في صيد الثعالب التي لا تزال تؤثر على علاقة أيسلندا بالثعلب. يعطي كل من أجزاء التاريخ الاجتماعي والطبيعي للمتحف سياقًا للبحث العلمي الذي أجراه المركز (وشركاؤه) الذي توجد منه أيضًا قطع معروضة، تتوفر المعلومات باللغات الأيسلندية والإنجليزية والألمانية وغالبًا ما تتوفر جولات إعلامية.

## البحث والتطوع
يركز البحث على ثلاث مجالات رئيسية وهما التفاعل بين الثعالب والسياح والتشريح على الجثث من صائدي الثعالب والتقدير السكاني في المضايق الغربية.
يتم تنفيذ معظم العمل الميداني لمراقبة السكان وتأثير السياحة في المحمية الطبيعية هورنستراندير وهي وجهة مشهورة للمشي لمسافات طويلة في الآونة الأخيرة، أصبحت مناطق أخرى في المضايق الغربية أيضًا موضوع عمل ميداني. من أجل مراقبة الثعالب يتم إشراك العديد من المتطوعين كل عام  والهدف هو إنشاء سياحة مستدامة للحياة البرية، نظرًا لوجود اهتمام متزايد للسياح بالثعالب وخاصةً التقاط الصور. تم نشر الدراسات الأولى بالفعل وتظهر ضرورة الاستمرار، بالإضافة إلى ذلك فإن مركز ثعلب القطب الشمالي هو أيضًا عضو في الشمال البري وشريك غير ربحي بنسبة 1٪ للكوكب.